# آدام فیلن
آدام فیلن (انگلیسی: Adam Phelan؛ زادهٔ ۲۳ اوت ۱۹۹۱) دوچرخه‌سوار اهل استرالیا است.
از باشگاه‌هایی که در آن بازی کرده‌است می‌توان به تیم دوچرخه‌سواری دراپاک اشاره کرد.